# Ecolocație

Semnalele de ultrasunete emise de un liliac și ecoul de la un obiect din apropiere.

Ecolocația (din limba greacă ēchō = ecou, sunet; + laina locare = a localiza) este o metodă de orientare în mediu și de detectare a obiectelor folosită de unele animale (cum ar fi liliecii, delfinii și unele păsări) 
își găsesc drumul, hrana sau evită obstacolele în timpul deplasării lor. Animalul emite o serie de sunete cu frecvență înaltă (adesea inaile pentru om) care ricoșează de obiecte sau obstacole și revin sub formă de ecou (ultrasunete), fiind detectate de urechi sau alți receptori senzoriali. Obiectul este localizat cu mare precizie cu ajutorul direcției ecoului și timpului scurs între emisia și recepția sunetului.